# Sani (Mauritania)
Sani è uno dei tre comuni del dipartimento di Kankossa, situato nella regione di Assaba in Mauritania. Contava 8.928 abitanti nel censimento della popolazione del 2000 e 9.295 nel 2013.